# Клавдій Рутілій Намаціан
Клавдій Рутілій Намаціан (лат. Rutilius Claudius Namatianus; ? — після 417) — державний діяч пізньої Римської імперії.

## Життєпис
Походив із заможної родини з південної Галлії. Його батько, сенатор Лаканій, займав важливі посади в урядах імператорів Граціана, Валентиніана III та Феодосія I. Завдяки батьківському впливові Намаціан зумів зробити гарну кар'єру. Був прихильником поганства. Виступав проти політики Стиліхона. Також підтримував дружні стосунки з Квінтом Аврелієм Сіммахом.
У 412 році був призначений державним секретарем (лат. magister officiorum), у 415 році змінив батька на посаді префекта Риму. У 416 році залишив Рим, прямуючи до Галлії, куди вдерлися війська вестготів, щоб врятувати від пограбування власні маєтності. Після 417 року доля Клавдія Рутілія невідома.

## Творчість
Єдиним відоми літературним твором Намаціана є поема у віршах «Мандрівка», де він описує свою подорож Етрурією, потім морем до Галлії.  У творі окрім географічних нарисів, надається цікава оцінка політичних подій, свідком яких був Намаціан. Помітне його критичне ставлення до християнства та його провідників, зокрема Стиліхона і Феодосія I. Цікавим є розгляд ситуації до й після захоплення Риму королем Аларіхом I.
До достоїнств поеми належать багатий топографічний, культурний та історичний зміст, вишукана латина і гладкий стиль.

## Життя

### Походження
Автор родом із південної Галлії (Тулуза чи, можливо, Пуатьє) і належав, як і Сідоній Аполлінарій, до однієї з великих керівничих родин галльських провінцій. Його батько, якого він називає Лаханієм, обіймав високі посади в Італії та при імператорському дворі, був губернатором Тусії (Етрурії та Умбрії), вікарієм Британії, потім імперським скарбником (comes sacrarum largitionum), імперським реєстратором (квестором), і намісник самої столиці (praefectus urbi) у 414 році.

### Кар'єра
Рутілій хвалиться своєю кар'єрою не менш видатною, ніж кар'єра свого батька, і особливо вказує, що він був державним секретарем (magister officiorum) і губернатором столиці (praefectus urbi). Досягнувши зрілості, він пройшов через бурхливий період між смертю Феодосія I (395 р.) і падінням узурпатора Пріска Аттала близько дати написання його поеми. Він був свідком  кар'єри Стіліхона як фактичного, хоча і без титулу, імператора Заходу; він бачив, як війська Радагайса відкотилися від Італії, щоб охопити Галлію та Іспанію; поразки і тріумфи Алариха I; три облоги та остаточне розграбування Риму, а потім дивовижне відновлення міста; величезне озброєння Геракліана розвіялося; і падіння семи претендентів на західний престол.

### Релігійні питання
Зрозуміло, що симпатії Рутілія були з тими, хто в цей період не погоджувався і, коли міг, виступав проти загальних тенденцій імперської політики. Сам він вказує, що був близько знайомий з оточенням великого оратора Квінта Аврелія Симмаха, який розвідував угоду Стіліхона з готами і який привів римський сенат до підтримки претендентів Євгенія та Аттала в надії відновити богів, яких імператору Юліану не вдалося врятувати.
Роблячи мало прямих тверджень про історичні персонажі чи події, поема Рутілія змушує зробити деякі важливі висновки про політику та релігію того часу. Чудове ставлення письменника до язичництва: вся поема напружено язичницька, пронизана відчуттям, що світ літератури й культури є і має залишатися язичницьким; що за межами язичництва лежить царство варварства. Поет носить вигляд піднесеної переваги над релігійними новаторами свого часу і живить впевненість у тому, що майбутнє стародавніх богів Риму не буде суперечити їхньому славетному минулому. Він зневажає образи та вибачення і не вагається разом із Клавдіаном виявити придушений жаль через приниження, які наклала на стару релігію нова. Як державний діяч, він намагається не образити тих політичних християнських сенаторів, над якими гордість за їхню країну мала принаймні таку ж силу, як і прихильність до їхньої нової релігії. Лише раз чи двічі Рутілій говорить прямо про християнство, і то лише для нападу на ченців, яких світська влада ще навряд чи визнавала, і яких, справді, лише незадовго до того християнський імператор тисячами призвав на військову службу. ряди його армії. Рутілій міг би атакувати юдаїзм, не поранивши ні язичників, ні християн, але він чітко натякає, що ненавидить його, головним чином, як злий корінь, з якого виникла популярна рослина християнства. Однак першим християнським місіонером в Ірландії був родич і особистий друг Рутілія Палладій (єпископ Ірландії).
Едвард Гіббон пише, що Гонорій виключав усіх осіб, які були недоброзичливцями католицькій церкві, від займання будь-яких посад у державі, що він уперто відкидав служіння всіх тих, хто не погоджувався з його релігією, і що закон застосовувався максимально широко і суворо. виконано. Зовсім інша картина політичного життя, яку змальовував Рутілій. Його голос, звичайно, не голос прихильника дискредитованої фракції. Його вірш зображує сенат у Римі, який складається з колишніх посадових осіб, більшість з яких, безперечно, все ще були язичниками. Ми можемо розрізнити християнську партію, чиє християнство було більше політичним, ніж релігійним, які були спочатку римлянами, а потім християнами, яких новий вітер у політиці міг би легко повернути до старої релігії. Між цими двома секторами панує широка римська толерантність. Деякі церковні історики залюбки уявляли, що після розграбування Риму єпископ Інокентій повернувся до позиції переваги. Ніхто, хто погоджується на спостереження Рутілія, не може розважити цю ідею. Атмосфера столиці, можливо, навіть усієї Італії, все ще була заряджена язичництвом. Суд був далеко випереджальним щодо людей, а закони, що переслідували, були значною мірою неспроможні виконати.
Мабуть, найцікавіші рядки в усій поемі — це ті рядки, де Рутілій нападає на пам’ять про «страшного Стіліхона», як він його називає. На думку Рутілія, Стіліхон, боячись зазнати всього, що викликало його страх, зняв оборону Альп і Апеннін, яку боги провидіння поставили між варварами та Вічним містом, і посадив жорстоких готів, своїх закутих в шкуру слуг, у самому святилищі імперії: «Він занурив озброєного ворога в голі життєві сили землі, його ремесло було вільніше від ризику, ніж від відкритого лиха... Нехай Нерон спочиває від усіх мук проклятих, що вони можуть схопити Стіліхона, бо Нерон вдарив власну матір, а Стіліхон — матір світу!»
Це, здається, унікально автентичний вираз почуттів, можливо, більшості римського сенату проти Стіліхона. Він лише наслідував політику Феодосія щодо варварів; але навіть той великий імператор зустрів пасивну опозицію старих римських сімей. Проте стосунки між Аларихом і Стіліхоном були ближчими та загадковішими, ніж між Аларихом і Феодосієм, і люди, які бачили Стіліхона в оточенні його охоронців-готів, природно, дивилися на готів, які напали на Рим, як на месників Стіліхона. Примітно, що Рутілій говорить про злочин Стіліхона в термінах, значно відмінних від тих, які використовували Павлус Орозій та історики пізнішої імперії. Вони вірили, що Стіліхон планує зробити свого сина імператором, і що він закликав готів, щоб піднятися вище. У поемі Рутілія стверджується, що він використав варварів лише для того, щоб врятувати себе від майбутньої руїни. Християнські історики навіть стверджували, що Стіліхон (переконливий аріанин) мав на меті відновити язичництво. Для Рутілія він є найбільш безкомпромісним ворогом язичництва. Його коронним гріхом, записаним лише цим поетом, було знищення Сивіліних книг. Лише цього злочину Стіліхона, в очах Рутілія, достатньо, щоб пояснити лиха, які спіткали місто, подібно до того, як Флавій Меробауд, покоління чи два пізніше, простежив нещастя свого часу до повалення стародавніх обрядів.

## Стиль
Що стосується форми поеми, Рутілій обробляє елегійний двовірш з великою метричною чистотою і свободою, видає багато ознак тривалого вивчення в елегійній поезії епохи Августа. Латинська мова надзвичайно чиста для тих часів і загалом є класичною як за лексикою, так і за будовою. Рутілію, можливо, не вистачає геніальності Клавдіана, але також не вистачає його перевантаженої яскравості та його великого перебільшення; і прямота Рутілія сяє в порівнянні з напрацьованою складністю Авсонія. Клавдіана заведено називати «останнім з римських поетів». На цей титул можна було б справедливо претендувати Рутілію, якщо б його не зарезервували за Меробавдом.

З багатьох цікавих деталей вірша тут можна згадати деякі. На початку є майже дифірамбічний звернення до богині Роми, «чия слава завжди сяяла сильніше за нещастя, і яка знову підніметься у своїй могутності та збентежить своїх варварів-ворогів». Поет показує таке ж глибоке усвідомлення, як і будь-який сучасний історик, що найбільшим досягненням Риму було поширення права. Далі ми отримуємо випадкові, але не маловажні згадки про руйнування доріг і майна, зроблені готами, про стан гавань у гирлах Тибру і загальний занепад майже всіх старих торговельних портів на узбережжі. Більшість із них тоді були такими ж безлюдними, як і зараз. Рутілій навіть перебільшує запустіння колись важливого міста Коза в Етрурії, стіни якого майже не змінилися з його часу. Порт, який обслуговував Пізу, майже єдиний з усіх, які відвідував Рутілій, здається, зберіг своє процвітання і передвіщав подальшу велич цього міста. Одного разу на узбережжі сільські жителі скрізь заспокоювали свої втомлені серця святими веселощами, відзначаючи свято Осіріса.

## Історія його видань
Більшість чинних рукописів Рутілія походить зі стародавнього рукопису, знайденого в монастирі Боббіо Джорджіо Гальбіато в 1493 році, якого не бачили з часів графа Клода Олександра де Бонневаля, генерала на службі австрійського полководця принца Євгена Савойського, щ вивіз рукопис у 1706 році. Протягом століть науковцям доводилося залежати насамперед від трьох найкращих свідків цього втраченого рукопису: копії, зробленої в 1501 році Якопо Саннадзаро (позначена сигнумом V, для Відня); інша копія, зроблена Іоанном Андреасом (ідентифікована сигнумом R, для Риму); і editio princeps Джованні Баттіста Піо (Болонья, 1520). Однак у 1973 році Мірелла Феррарі знайшла фрагмент вірша, написаний у 7-му або 8-му столітті, який зберігає останні 39 рядків і змушує переоцінити не лише текст, а й передачу.
Основними виданнями відтоді стали Каспар фон Барт (1623), Пітер Бурман (1731, у його виданні про малих латинських поетів, де вірш також з'являється під назвою Iter), Ернст Фрідріх Вернсдорф (1778, частина подібного збірка), Август Вільгельм Цумпт (1840) і критичне видання Люсіана Мюллера (Лейпциг, Теубнер, 1870), а ще одне — Жюля Вессеро (1904); також коментоване видання Чарльза Хейнса Кіна, що містить переклад Джорджа Френсіса Севіджа-Армстронга (1906).
У рукописах є деякі варіації імені Наматіана. Рутілій Клавдій Наматіан походить від R, а V — Рутілій Клавдій Нуманціан. Згідно з Кіном Наматіаном, використовується в Codex Theodosianus як ім'я «магістра-офіціорум у 412 році нашої ери», ймовірно, щоб бути ототожненим з автором і тому має вагомість доказів. Інші варіанти датуються пізнішим часом і не мають авторитету: Нумантін, Мунаціан. Мюллер і більшість редакторів пишуть ім'я поета як «Клавдій Рутілій Наматіан» замість Рутілій Клавдій Наматіан; але якщо ототожнення батька поета з Клавдієм, згаданим у Codex Theodosianus, правильне, то вони, мабуть, помилкові.
Останнє й найповніше видання «Наматіана» Е. Доблгофера. Гарольд Ізбелл включив переклад у свою антологію «Останні поети імперського Риму».

## Фільм
Італійський фільм «Подорож додому» заснований на творах Наматіана, прем’єра якого відбулася у 2004 році.